# Oregon Route 273
Az Oregon Route 273 (OR-273) egy oregoni állami országút, amely észak–déli irányban az Interstate 5 kaliforniai határtól északra fekvő egyes lehajtójától az OR 66 Ashlandtől délkeletre fekvő elágazása között halad.
A szakasz Siskiyou Highway No. 273 néven is ismert.

## Leírás
Az országút a kaliforniai határtól északra, az Interstate 5 egyes jelű lehajtójánál kezdődik északkeleti irányban. Az autópályával párhuzamosan kanyargó nyomvonal egyszer áthalad az I-5 alatt, majd az yrekai csomópontnál kelet felé újra az eredeti haladási irányába tér vissza. A szakasz a 66-os út Ashlandtől délkeletre fekvő elágazásánál ér véget.
Az OR 273 a 99-es út korábbi szakasza; jelenlegi számát 2003-ban kapta meg.

## Fordítás
- Ez a szakasz részben vagy egészben  az   Oregon Route 273 című angol Wikipédia-szócikk History című fejezete ezen változatának fordításán alapul.  Az eredeti cikk szerkesztőit annak laptörténete sorolja fel. Ez a jelzés csupán a megfogalmazás eredetét és a szerzői jogokat jelzi, nem szolgál a cikkben szereplő információk forrásmegjelöléseként.